# Stream from the Heavens
Stream From The Heavens  - album muzyczny grupy Thergothon, który jest ostatnim albumem grupy przed jej rozpadem. Album był dwukrotnie reedytowany przez wytwórnie Eibon i Painiac. W tej drugiej wytwórni album został wydany jako 12" LP w nakładzie 500 sztuk.

## Lista utworów
1. "Everlasting" – 6:07
2. "Yet the Watchers Guard" – 8:56
3. "The Unknown Kadath in the Cold Waste" – 3:49
4. "Elemental" – 9:18
5. "Who Rides the Astral Wings" – 7:56
6. "Crying Blood and Crimson Snow" – 4:42